# Гульельмо I Гонзага
Гульельмо I Гонзага (итал. Guglielmo I Gonzaga; 24 апреля 1538, Мантуя, герцогство Мантуанское — 14 августа 1587, Гойто, герцогство Мантуанское) — третий герцог Мантуи под именем Гульельмо I и тридцать четвёртый маркграф Монферрато под именем Гульельмо X (с 1550 года), первый герцог Монферрато под именем Гульельмо I (с 1574 года). Представитель дома Гонзага.

## Биография
Гульельмо I Гонзага родился в Мантуе 24 апреля 1538 года. Он был вторым сыном герцога Федерико II Гонзага и Маргариты Палеолог. В 1550 году сменил на престоле Мантуи брата, Франческо III Гонзага, умершего бездетным.
По договору в Като-Камбрези был подтвержден его титул маркиза Монферрато. В 1569 году в маркграфстве прошло восстание с требованием автономии. В 1574 году статус маркграфства был повышен до герцогства Монферрато.
Гульельмо I Гонзага покровительствовал живописцам, музыкантам (он сам был композитором) и коллекционировал произведения искусства. Реформировал и укрепил армию. Хитрый и проницательный политик, смог сохранить независимость своих феодов от правителей того времени (пап, императоров, королей Испании и Франции). Увеличил сельскохозяйственное и промышленное производство, добился повышения торгового оборота Мантуи, население которой в 1567 году достигло 46 тысяч человек.
В 1575 году Гульельмо I Гонзага добился важной уступки от императора, позволившего роду Гонзага модифицировать герб.
В 1586 году в Ферраре, во время свадьбы его дочери Маргариты Гонзага и Альфонсо II д'Эсте, он добился освобождения из тюрьмы поэта Торквато Тассо, которого пригласил к своему двору.
При его правлении двор герцогов Мантуи стал одним из самых красивых и престижных в Европе. По его заказу были построены базилика Святой Варвары и загородные резиденции в Мармироло и Гойто.
Гульельмо I Гонзага умер в 1587 году в Гойто и был похоронен в базилике Святой Варвары.

## Семья
Брак Гульельмо I Гонзага и Элеоноры Австрийской, дочери императора Фердинанда I, был заключен 26 апреля 1561 года. В их семье родились трое детей.
- Винченцо I Гонзага (1562—1612), герцог Мантуи и Монферрато;
- Маргарита Гонзага (1564—1618), вышла замуж за Альфонсо II д’Эсте, герцога Феррары;
- Анна Катерина Гонзага (1566—1621), вышла замуж за эрцгерцога Фердинанда II Австрийского-Тирольского.